# Leudeville
Leudeville település Franciaországban, Essonne megyében. Lakosainak száma 1560 fő (2022. január 1.). Leudeville Le Plessis-Pâté, Saint-Vrain, Vert-le-Petit, Vert-le-Grand, Brétigny-sur-Orge és Marolles-en-Hurepoix községekkel határos.

## Népesség
A település népességének változása:
| Lakosok száma | 1433 | 1446 | 1477 | 1463 | 1476 | 1477 | 1557 | 1559 | 1560 |
|               | 2013 | 2015 | 2016 | 2017 | 2018 | 2019 | 2020 | 2021 | 2022 |